# Fryčovice
Fryčovice település Csehországban, a Frýdek-místeki járásban. Fryčovice Frýdek-Místek, Hukvaldy, Trnávka, Kateřinice, Staříč és Brušperk településekkel határos. Lakosainak száma 2395 fő (2024. január 1.).

## Népesség
A település lakosságának változását az alábbi diagram mutatja:
| Lakosok száma | 1621 | 1646 | 1772 | 1819 | 2094 | 2122 | 2410 | 2446 | 2369 | 2395 |
|               | 1869 | 1890 | 1921 | 1950 | 1980 | 2001 | 2017 | 2019 | 2022 | 2024 |